# C5 (tomba)
C5: fa parte di una serie di 15 Tombe dei Nobili site nell’area della necropoli di Sheikh Abd el-Qurna di cui è archeologicamente nota l’esistenza, e di cui si hanno notizie sul titolare e sulla struttura, ma di cui si è persa la localizzazione. La necropoli di Dra Abu el-Naga fa parte della più vasta Necropoli Tebana, sulla sponda occidentale del Nilo dinanzi alla città di Luxor, in Egitto. Destinata a sepolture di nobili e funzionari connessi alle case regnanti, specie del Nuovo Regno, l'area venne sfruttata, come necropoli, fin dall'Antico Regno e, successivamente, sino al periodo Saitico (con la XXVI dinastia) e Tolemaico.

## Titolare
C5 era la tomba di:
| Titolare    | Titolo   | Necropoli                              | Dinastia/Periodo | Note |
| ----------- | -------- | -------------------------------------- | ---------------- | --- |
| sconosciuto | non noto | Sheikh Abd el-Qurna, versante nord-est | XVIII dinastia   | piccola tomba a sud-est della casa di Yanni, alla fine della fila più bassa, probabilmente nei pressi della TT69 (ubicazione così indicata da Robert Hay) |

## Biografia
Nessuna notizia.

## La tomba
Si ha notizia di un'anticamera in cui era rappresentato un banchetto con ospiti femminili e suonatori di liuto danzanti.

### Annotazioni
1. ↑  La planimetria non è in scala ed ha valore esclusivamente di visione d'insieme; l'ubicazione delle singole tombe non è topograficamente esatta, ma vuole visualizzare la concentrazione delle sepolture, nonché il "disordine" con cui le stesse sono state classificate.
2. ↑  I campi della Duat, ovvero l'aldilà egizio, si trovavano, secondo le credenze, proprio sulla riva occidentale del grande fiume.
3. ↑  Nella sua epoca di utilizzo, l'area era nota come "Quella di fronte al suo Signore" (con riferimento alla riva orientale, dove si trovavano le strutture dei Palazzi di residenza dei re e i templi dei principali dei) o, più semplicemente, "Occidente di Tebe".
4. ↑  Le Tombe dei Nobili, benché raggruppate in un'unica area, sono di fatto distribuite su più necropoli distinte.
5. ↑  Durante le sue esplorazioni in Egitto, Giovan Battista Belzoni si avvalse anche della collaborazione di un agente locale, il greco Giovanni Athanasi detto "Yanni", che iniziò, tuttavia, la stagione delle razzie sistematiche. L'Athanasi, infatti, non esitò a spogliare molte delle tombe note e, trovatene alcune intatte, a depredarle senza, tuttavia, lasciare alcuna traccia delle scoperte eseguite. La casa di Athanasi si trova sopra la TT52.

### Fonti
1. ↑  Porter e Moss 1927, revisione 1970 pp. 447-454.
2. ↑  Donadoni 1999,  p. 115.
3. 1 2  Porter e Moss 1927, revisione 1970 p. 458.